# Retén

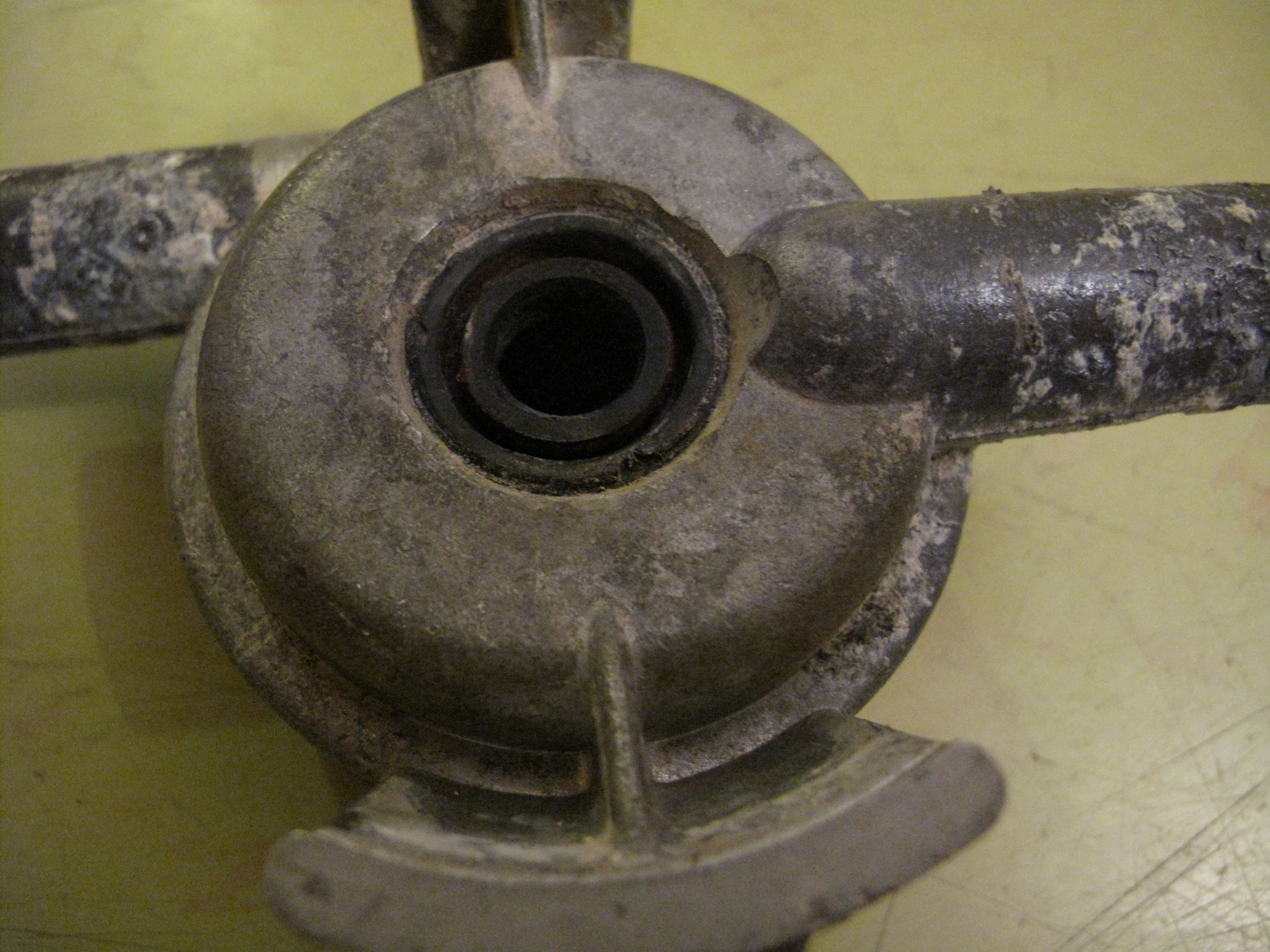
El retén de la bomba de una lavadora

Un retén sello (sello mecánico) es una pieza fabricada habitualmente de un compuesto de caucho sintético que se utiliza para evitar fugas o el intercambio no deseado de fluidos, gases o sólidos desde un elemento que los contiene al adyacente. Un ejemplo puede ser el de evitar fugas de lubricante desde las cajas de cambios o motores de explosión hacia el exterior. En algunas aplicaciones, como en los turbocompresores y bombas de productos químicos, se usan elementos similares llamados sellos mecánicos con superficies de metal, cerámica y/o grafito que solventan los problemas del caucho con las altas temperaturas y los disolventes evitando de igual manera las fugas hacia el exterior. En máquinas y turbinas que mueven sólidos en grano o polvo se emplean retenes para evitar que estas partículas entren dentro de la misma. De esta forma se evita la destrucción  de los rodamientos y otras partes que componen las máquinas y motores, pues de lo contrario el lubricante puede escapar o algún contaminante puede ingresar, originando una avería de la máquina.
Los retenes se montan mediante herramientas que permiten encajarlo adecuadamente en su emplazamiento sin dañar el labio, y se sujetan mediante una arandela elástica de retención (circlip o Seeger). Antes de colocarlo el retén se lubrica con grasa o aceite. De este modo se disminuye la fricción al deslizar la pieza por la superficie de contacto y protege los labios del retén cuando se pone en servicio por primera vez o después de ser reparada, ya que se debe colocar un nuevo retén cada vez que se realiza un arreglo en el mecanismo en el que fue montado.
Existen retenes de línea y retenes especiales fabricados en distintos materiales, según las condiciones en las que se usen, para asegurar la funcionalidad del retén.
Elementos con funciones similares o que se usan en conjunto con los retenes son los sellos mecánicos y las tóricas.